# 拓展署
拓展署（英語：Territory Development Department）為一個已經被合併的香港政府部門，專門負責開拓及發展新界郊區、新市鎮及填海等。於2004年7月1日與土木工程署合併成為土木工程拓展署。

## 歷史
新界拓展署成立於1973年，當時是工務司署下轄部門。1980年，市區發展局改組為市區拓展署。1981年9月，工務司署解散，下轄部門升格為獨立部門。1986年4月11日，布政司署地政工務科改組，兩署合併及易名為拓展署。2004年7月1日，與土木工程署合併成為土木工程拓展署。

## 歷任首長

### 新界拓展署署長
- ？至1983年：廖敏[6]
- 1983年至1985年：柯樂勤[7]
- 1985年至1986年：吳詒蔭[8]

### 市區拓展署署長
- 1981年至1984年：聶錦勳

### 拓展署署長
- 1986年至1990年：郭偉階[9][10]
- 1990年至1992年：聶錦勳[11]
- 1992年至1994年：周子京[12]
- 1994年至1999年：李承仕[13][14]
- 1999年至2004年：黃鴻堅[14][15]
- 2004年：蔡新榮[16]